# Río Negro
För andra betydelser, se Río Negro (olika betydelser).

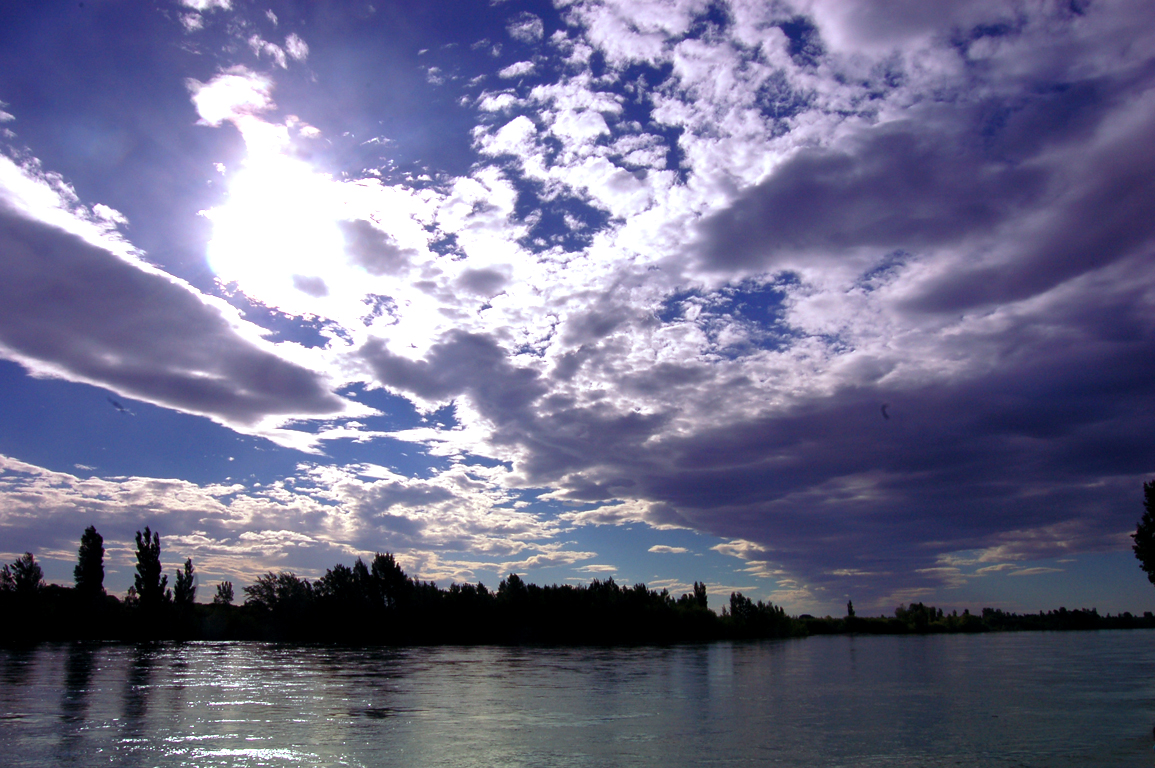
Rio Negro, den svarta floden.

Río Negros källor är Rio Limay och Rio Neuquen i Anderna och den mynnar ut i Atlanten. Floden har ett avrinningsområde på 116.000 km²  och är därmed en av Argentinas och Patagoniens främsta floder. Río Negro och dess bifloder har flera viktiga vattenkraftverk och utgör en betydelsefull källa för vatten till jordbruket på den Patagoniska stäppen.